# Arbeitsgericht Offenbach am Main

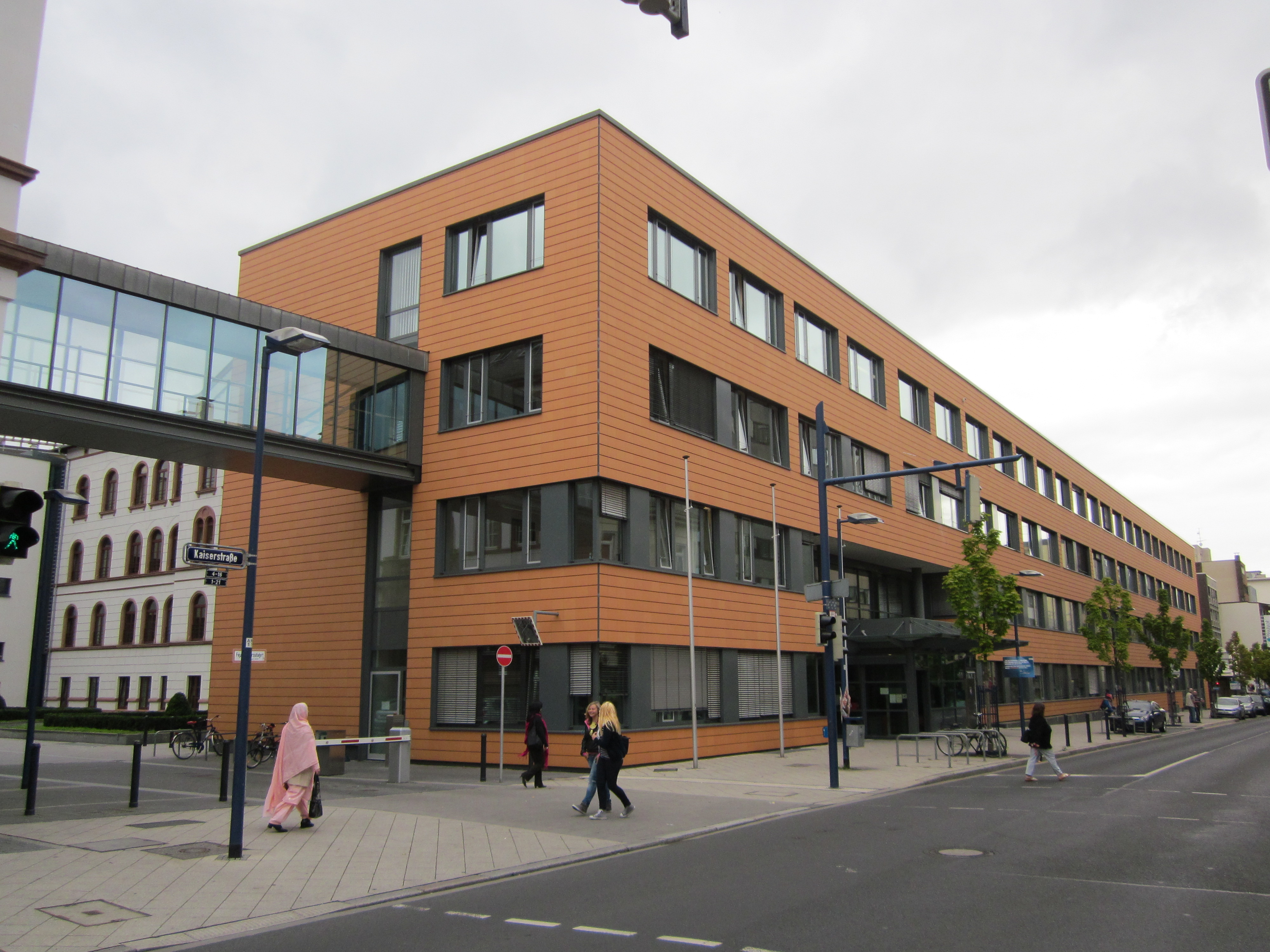
Das Arbeitsgericht hat seinen Sitz im Justizzentrum Offenbach.

Das Arbeitsgericht Offenbach am Main, ein Gericht der Arbeitsgerichtsbarkeit, ist eines der sieben hessischen Arbeitsgerichte. Es verfügt über zehn Kammern.

## Gerichtssitz und -bezirk
Das Gericht hat seinen Sitz an der Kaiserstraße in Offenbach am Main.
Es ist örtlich zuständig für Rechtsstreitigkeiten aus den Amtsgerichtsbezirken Langen, Offenbach am Main und Seligenstadt. Mit der Auflösung des Arbeitsgerichtes Hanau zum 31. Dezember 2011 ging die Verantwortung für die meisten Orte, die bisher in Hanau betreut wurden, auf das Arbeitsgericht Offenbach am Main über.

## Gebäude
Nach mehreren Umzügen residiert das Arbeitsgericht Offenbach am Main inzwischen im neuen Justizzentrum Offenbach am südlichen Ende der Kaiserstraße. Die Postanschrift lautet: Kaiserstraße 18, 63065 Offenbach am Main.

## Übergeordnete Gerichte
Dem Arbeitsgericht Offenbach am Main sind das Hessische Landesarbeitsgericht und im weiteren Rechtszug das Bundesarbeitsgericht übergeordnet.

## Geschichte
Gemäß Arbeitsgerichtsgesetz vom 23. Dezember 1926 wurden in Deutschland Arbeitsgerichte gebildet. Diese waren nur in der ersten Instanz unabhängig, die Landesarbeitsgerichte waren den Landgerichten zugeordnet. Am Landgericht Darmstadt entstand so 1927 das Landesarbeitsgericht Darmstadt als Landesarbeitsgericht für den Volksstaat Hessen. In Offenbach am Main entstand das Arbeitsgericht Offenbach am Main. Sein Sprengel umfasste den Bezirke der Amtsgerichte Langen, Offenbach am Main und Seligenstadt. Es bestand je eine Kammer für Arbeiter, für Angestellte und für Handwerk.
Nach der Besetzung Deutschlands durch die Alliierten wurden 1945 zunächst alle Gerichte geschlossen. Die ordentlichen Gerichte wurden schon bald wieder eröffnet, während die Arbeitsgerichte zunächst außer in Hamburg nicht wieder eingerichtet wurden, so dass arbeitsgerichtliche Streitigkeiten von den ordentlichen Gerichten erledigt werden mussten. Gemäß Kontrollratsgesetz 21 sollten in Deutschland Arbeitsgerichte aufgebaut werden. So wurde in Offenbach am Main wurde das Arbeitsgericht neu gebildet. Sein Sprengel umfasste erneut die Amtsgerichtsbezirke Langen, Offenbach und Seligenstadt.